# 正則高等学校
正則高等学校（せいそくこうとうがっこう）は、東京都港区芝公園三丁目にある私立高等学校。
東京都千代田区神田錦町にある正則学園高等学校とは名称が似ているが、一切関係がない。

## 概要
- 模擬試験や行事の準備が行われることはあるものの、2007年まで基本的には土曜日が休みで週休二日制であった。しかし2008年度からは毎週土曜日にも授業を行うようになった。
- 「本来の学校らしさ」を目標にしているため特進クラス等がない。
- 3年間クラス換えがなく、担任も変わらないという形態を執っている。
- 1970年代中頃から20年ほどの間は「進取と自由｣を標榜して制服自由化などが行われたが、少子化に伴う男女共学化を機会に校則による管理の強化が図られ、この時点で制服着用義務も復活した。
- 隣接して芝中学校・高等学校がある。

## 沿革
- 1889年 - 外山正一、元良勇次郎、神田乃武が正則予備校として創設。元良勇次郎は本学初代校長、第二代校長が神田乃武である。高等教育の受験希望者を対象に予備教育を授けることを目的に、倫理、国語漢文、外国語、地理、歴史、博物、化学、物理、習字、図画、唱歌、体操を教えた[2]。5年制で、尋常小学校卒は1学年より、高等小学校卒は3学年より入学する[3]。その後、第一次中学校令により、正則尋常中学校と改名し、高等教育進学もしくは実業につきたい者を対象に、予科2年制（のちに廃止）、本科5年制となる[4]。
- 1899年 - 第二次中学校令により、正則中学校と改称。
- 1948年 - 学制改革により、新制の正則高等学校になる。
- 1950年 - 男女共学化。
- 1956年 - 男女共学廃止。
- 1973年 - 教育科学研究会の創立者・城戸幡太郎（元北海道教育大学・学長）が校長に。
- 2000年 - 再び男女共学化。

## 東京タワー

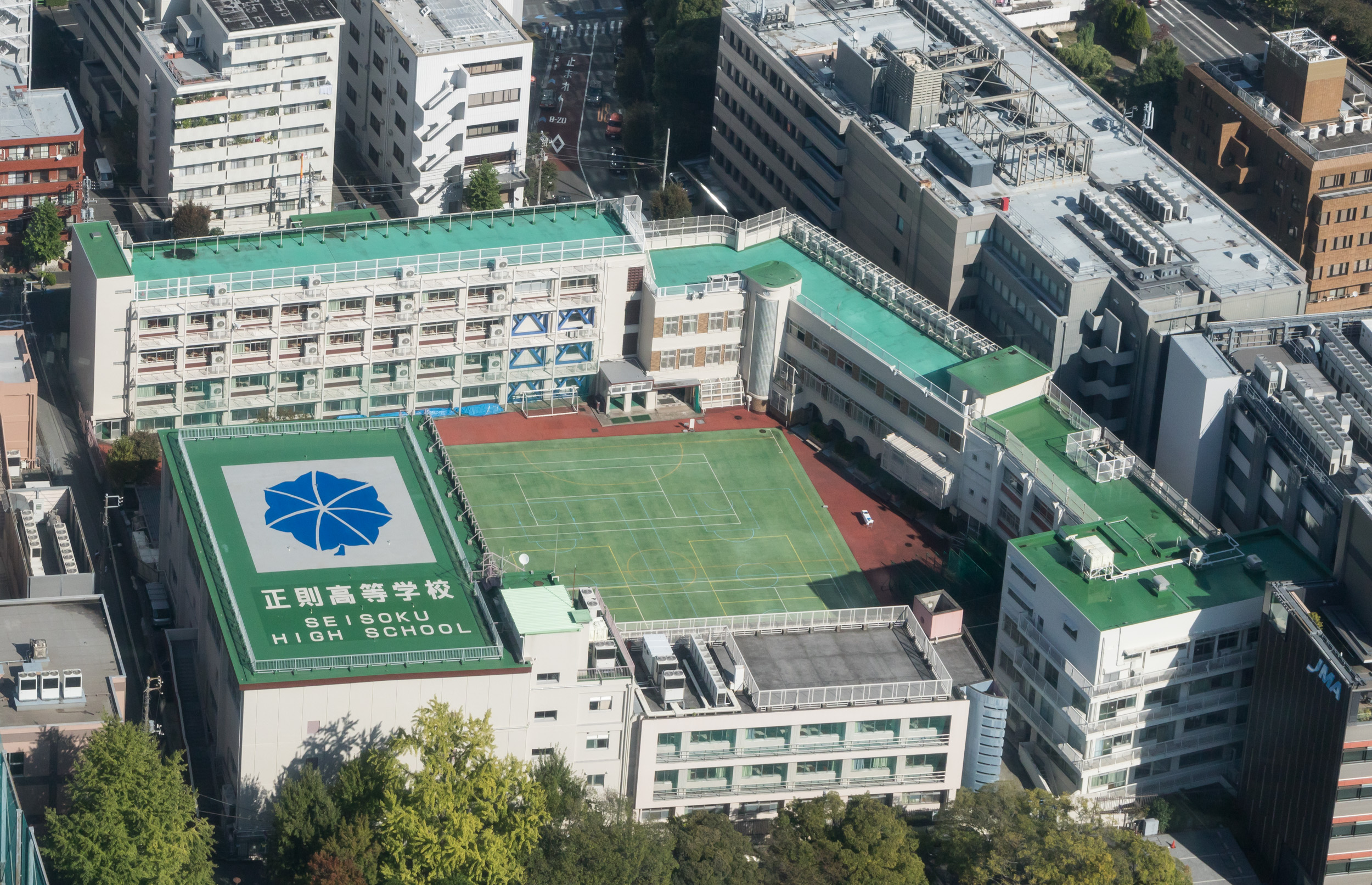
東京タワーから

本校は東京タワーに非常に近く、もし倒れてきた場合は校舎に東京タワーがぶつかると本校教師は語る。

## アクセス
出典 : 
| 路線名             | 最寄り駅       | 徒歩所要時間 |
| ------------------ | -------------- | ------------ |
| 東京メトロ日比谷線 | 神谷町駅       | 5分          |
| 都営地下鉄三田線   | 御成門駅       | 5分          |
| 都営大江戸線       | 赤羽橋駅       | 10分         |
| 都営大江戸線       | 大門駅         | 10分         |
| JR山手線           | 浜松町駅       | 15分         |
| 東京メトロ南北線   | 六本木一丁目駅 | 15分         |

## 部活動
- 運動部 - 空手、剣道、硬式テニス、硬式野球、サイクリング、サッカー、柔道、陸上、ソフトテニス、卓球、軟式野球、バスケットボール、バドミントン、バレーボール、ラグビー
- 文化部 - 演劇、科学、合唱、軽音楽、写真、書道、吹奏楽、ダンス、美術、和太鼓

## 著名な関係者

### 創立者
- 外山正一（文学者、元東大総長）
- 元良勇次郎（心理学者、元東大教授）
- 神田乃武（英語学者、元一橋大教授）

### 政治
- 岩永裕吉（同盟通信社社長、貴族院議員）
- 加藤俊夫（元衆議院議員）
- 佐藤尚武（駐ソ大使、外務大臣、参議院議長。外交官）
- 章士釗（中華民国の政治家）
- 中川健蔵（台湾総督、文部次官、東京府知事。内務官僚）
- 中西一善（元衆議院議員)
- 松原忠義 (元大田区長)
- 森田健作（元千葉県知事、タレント）
- 吉田茂（内閣総理大臣。外交官）

### 学問
- 上田貞次郎（経済学者）
- 上野直昭（東京芸術大学学長）
- 大場磐雄（考古学者）
- 谷崎精二（作家、英文学者。文豪谷崎潤一郎の弟）
- 長與又郎（元東京大学学長）
- 三谷栄一（物語文学者）

### 文化・芸術
- 安益泰（作曲家・指揮者）
- 大熊謙一（作曲家・編曲家）
- 尾形純（画家・抽象画、絵画修復師（英語版））
- 荻原井泉水（俳人・芸術院賞）
- 関根要太郎（建築家）
- ハービー・山口（写真家）
- 福原信三（写真家）
- 前田健二郎（建築家）
- スチャダラアニ（ラッパー）

### 芸能
- 梅野泰靖（劇団民芸）
- 近江俊郎（歌手）
- 江川宇礼雄（俳優、映画監督）下記横田豊秋と同級生。中退
- 蔵忠芳（俳優）
- 桑野信義（お笑いタレント・ミュージシャン）
- 玄田哲章（声優）
- 五代目春風亭柳朝（落語家）
- 富山敬（俳優・声優）
- 中村吉三郎（歌舞伎役者）
- 美川憲一（歌手）中退
- 横田豊秋（俳優、映画監督）

### スポーツ
- 知葉友雄（元ラグビー選手）
- 名取芳夫（元プロボクサー）

### その他
- 奥山英志（事件リポーター）
- 小野田千代太郎（囲碁棋士）
- 熊沢寛道（自称・皇位継承者）
- 榊寿之（元NHKアナウンサー）

### 教職員
- 今泉忠義 - 正則中学の元国語科担当。（当時の教え子に三谷栄一。）
- 小松崎文夫 - 元国語科教員。作家。
- 中島徳蔵 - 正則中学で倫理を担当していた。国体を堅固すべき臣民教育に反するものとして物議を醸した哲学館事件を引き起こすなど、学問・思想・教育の自由を実践した開明的人物。東洋大学第六 - 七代学長を務める。
- 中野三敏 - 元国語科教員。文学者。
- 野田知佑 - 元英語科講師。フリーライター、カヌーイスト。
- 宮川知久 - 国語科講師。俳優。